# Twin Atlantic
Twin Atlantic es una banda de rock alternativo de Glasgow, Escocia. Está formada por Sam McTrusty (cantante, guitarra), Ross McNae (bajo, piano, voz), Barry McKenna (guitarra, voz, violonchelo, piano) y Joe Lazarus (batería, voz).

## Historia

### Formación,A Guidance From Colour(2007 - 2008)
Twin Atlantic se creó en febrero de 2007. Todos los miembros habían tocado anteriormente en otras bandas locales más pequeñas. En 2007, consiguieron una gran reputación, tanto local como nacionalmente. Tocaron como teloneros de Circa Survive y mewithoutyou antes de grabar su EP debut, A Guidance From Colour, que lo hicieron en el estudio Long Wave en Cardiff, con el productor Romesh Dodangoda (Funeral For A Friend, Kids In Glass Houses, The Blackout). Lo sacaron el 14 de enero de 2008, y el primer sencillo fue Audience & Audio, que salió el 24 de diciembre de 2007.
Consiguieron mucho apoyo de Kerrang!, lo que les permitió ser teloneros de grandes bandas como Biffy Clyro, y fueron escogidos personalmente por Jimmy Chamberlin para telonear a Smashing Pumpkins en el SECC de Glasgow a principios de febrero de 2008. En los meses siguientes, también fueron teloneros de grupos americanos como The Matches, Blink-182, Finch y Say Anything en sus respectivas giras por Reino Unido.
A mediados de 2008, Twin Atlantic actuaron en muchos festivales en Escocia, incluyendo T in the Park, Belladrum Festival, RockNess, Live at Loch Lomond y Connect Music Festival.
La banda firmó un contrato con King Tut's Recordings, lo que permitió que What Is Light, Where Is Laughter? se lanzara el 29 de septiembre de 2008. También hicieron una gira conjunta con The Xcerts por Escocia, y su primera gira en solitario por Reino Unido.
El cuarteto de Glasgow también fueron teloneros principales de The Subways durante su gira europea en octubre y noviembre de 2008.
La banda terminó el año 2008 con una gira por Reino Unido, que concluyó con un concierto con las entradas agotadas en el Classic Grand de Glasgow el 6 de diciembre de 2008.

### Vivarium(2009 - 2010)
En marzo de 2009, Twin Atlantic se juntaron con el productor Gil Norton, que trabajaba para Red Bull Records, y con el que grabaron su miniálbum debut, Vivarium. Lanzaron el sencillo Lightspeed el 29 de julio de 2009, y se podía descargar gratuitamente desde su página web, junto a una versión acústica de dicha canción. El siguiente sencillo fue You're Turning Into John Wayne, que salió el 7 de septiembre de 2009, una semana antes que el miniálbum.
El 7 de marzo de 2009, dieron un concierto en Queen Margaret Union (QMU), Glasgow, del que se agotaron las entradas.
La banda estuvo de gira durante 2009 y 2010. Actuaron en festivales como Download Festival, Guilfest, T in the Park, Sonisphere y Belladrum Festival durante el verano de 2009, y también fueron teloneros de Taking Back Sunday durante su gira por Reino Unido e Irlanda en julio de 2009. A esto le siguió una gira completa por Reino Unido en septiembre de 2009 y luego una gira por Estados Unidos con The Fall of Troy and Envy On The Coast en marzo y abril de 2010. En junio de 2010, Twin Atlantic fueron teloneros de The Gaslight Anthem en su mini-gira por Reino Unido y el 7 de agosto de 2010 actuaron en el Hevy Music Festival.
Twin Atlantic actuó en el festival Belsonic de Belfast, del que se agotaron las entradas, el 28 de agosto de 2010, como teloneros de Biffy Clyro.
El 21 de octubre de 2010, la banda anunció, por medio de su página en Facebook, que serían teloneros de My Chemical Romance durante sus próximos conciertos en Reino Unido.

### Free (2010 - presente)
Twin Atlantic terminaron de grabar su nuevo disco, Free, y salió a la venta el 29 de abril de 2011 en Irlanda y el 2 de mayo de 2011 en Reino Unido. El primer sencillo del disco fue Edit Me, que se lanzó el 14 de febrero de 2011.
En enero de 2011 fueron teloneros de Angels & Airwaves por Europa continental.
En febrero de 2011 dieron varios conciertos por Reino Unido.
En marzo de 2011 tocaron en el festival South By Southwest (SXSW) en Austin, Texas. El segundo sencillo, Free, se pasó por primera vez en BBC Radio 1, en el programa de Zane Lowe el 10 de marzo de 2011. 
En abril de 2011, tocaron en el festival Groezrock, en Bélgica.
En mayo de 2011 hicieron una gira por Reino Unido, coincidiendo con el lanzamiento de Free. También hicieron una gira por Europa.
El tercer sencillo fue Time For You To Stand Up, lanzado el 11 de julio de 2011, con Cherry Slut y Babylonian Throwdown como canciones adicionales. 
Durante el verano de 2011, tocaron en varios festivales, tanto por Reino Unido como por Europa, tales como Hurricane Festival, Southside Festival, T In The Park, 2000 Trees Festival, Tramlines Festival, Relentless Boardmasters Festival, Highfield Festival, los Festivales de Reading Y Leeds y el Reeperbahnfestival.
El 26 de septiembre de 2011, se lanzó otro sencillo, Make A Beast Of Myself, que incluía otra canción extra, Your Amazing Lying, Lion, Lie In.
En noviembre de 2011, hicieron una gira por América del Norte como teloneros de AWOLNATION, junto a Middle Class Rut. A finales de noviembre, hicieron una gira por Reino Unido e Irlanda, The Free-ze Tour, en la que la mayoría de los conciertos estaban con las entradas agotadas.
En diciembre de 2011, fueron portada de la revista Kerrang!, siendo esta la primera vez que salían en la portada de una revista.
Durante enero de 2012, realizaron una pequeña gira por Alemania y Países Bajos. Actualmente se encuentran como teloneros de You Me At Six y The Swellers junto a We Are The Ocean por Estados Unidos.

## Integrantes
Miembros actuales
- Sam McTrusty – cantante, guitarra rítmica (2007–presente)
- Ross McNae – bajo, teclado, voz (2007–presente)
- Barry McKenna – guitarra principal, violonchelo, teclado, voz (2007–2019; 2023–presente)
- Joe Lazarus – batería, percusión, voz (2022–presente)

Antiguos miembros
- Craig Kneale – batería, percusión, voz (2007–2021)

## Discografía

### Discos de estudio
| Year                                 | Detalles del disco                                                                                   | Posición en lista de éxitos | Posición en lista de éxitos | Posición en lista de éxitos | Certificaciones |
| Year                                 | Detalles del disco                                                                                   | Reino Unido                 | Rock                        | Irlanda                     | Certificaciones |
| ------------------------------------ | --- | --------------------------- | --------------------------- | --------------------------- | --------------- |
| 2009                                 | Vivarium - Lanzado: 14 de septiembre de 2009 - Discográfica: Red Bull Records - Formato: CD, digital | 148                         | —                           | —                           |                 |
| 2011                                 | Free - Lanzado: 2 de mayo de 2011 - Discográfica Red Bull Records - Formato: CD, digital             | 37                          | 5                           | —                           |                 |
| "—" indica que no entró en la lista. | |                             |                             |                             |                 |

### EP
| Nombre                 | Fecha de lanzamiento |
| ---------------------- | -------------------- |
| A Guidance From Colour | 14 de enero de 2008  |

### Sencillos
| Año                                  | Sencillo                            | Posición en lista de éxitos | Posición en lista de éxitos | Disco               |
| Año                                  | Sencillo                            | Reino Unido                 | Irlanda                     | Disco               |
| ------------------------------------ | ----------------------------------- | --------------------------- | --------------------------- | ------------------- |
| 2007                                 | "Audience And Audio"                | —                           | —                           | sencillos sin álbum |
| 2008                                 | "What Is Light? Where Is Laughter?" | —                           | —                           | sencillos sin álbum |
| 2009                                 | "Lightspeed"                        | —                           | —                           | Vivarium            |
| 2009                                 | "You're Turning Into John Wayne"    | —                           | —                           | Vivarium            |
| 2009                                 | "What Is Light? Where Is Laughter?" | —                           | —                           | Vivarium            |
| 2010                                 | "Human After All"                   | —                           | —                           | Vivarium            |
| 2011                                 | "Edit Me"                           | —                           | —                           | Free                |
| 2011                                 | "Free"                              | —                           | —                           | Free                |
| 2011                                 | "Time For You To Stand Up"          | —                           | —                           | Free                |
| 2011                                 | "Make A Beast Of Myself"            | —                           | —                           | Free                |
| 2011                                 | "Free" {reedición}                  | —                           | —                           | Free                |
| "—" indica que no entró en la lista. |                                     |                             |                             |                     |